# Famille Lefgoun
Pour les articles homonymes, voir Bencheikh.
La famille Lefgoun, ou Ben el-Fegoun (en arabe الفكون al-Fakkun), est une ancienne grande famille citadine constantinoise, qui a joué un rôle important à Constantine durant la période ottomane, lorsque cette ville était le siège du beylik de l'Est au sein de la régence d'Alger.
Lors de l'introduction de l'état-civil en Algérie, le nom a subi une transformation et a été transcrit en Bencheikh-el-Fegoun.  

## Histoire

### Origine
Les Ben Lefgoun (en arabe Bin al-Fakkun), sont établis à Constantine dès le XVe siècle, ils revendiquaient une origine arabe et chérifienne, mais ils étaient peut-être originaires des Aurès selon Raymond André.
Des membres de la famille, Yahia et ses fils Qassim et Abd al-Karim avaient dû quitter la ville pour se réfugier à Tunis. Après la mort du père lors de l'invasion espagnole en 1535, ses fils étaient retournés à Constantine. Qassim accepte d'occuper la charge de cadi en 1541 et Abd al-Karim est investi imam et khâtib de la Grande mosquée, la principale institution religieuse de la ville. Les Ben Lefgoun conservent la tutelle de la Grande Mosquée, de rite malékite durant toute la période ottomane.

### Dans le beylic de l'Est

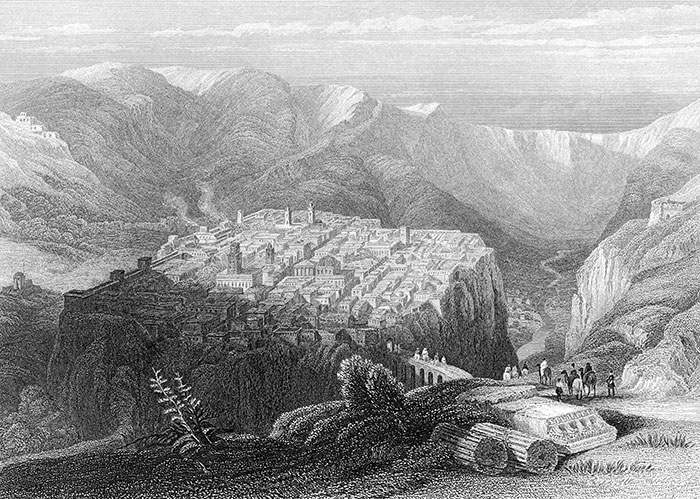
Constantine au début du XVIII.

Au XVIe siècle, l'approche des Turc ottomans avait contribué à révéler et à fixer l'existence de deux partis rivaux à Constantine ; La famille maraboutique des Abdal-Muman qui était aux commandes de l'institution Amir rakb al hajj (porte-drapeau de la caravane de pèlerinage) et qui dominait la partie basse de la ville et représentait le «parti hafside» et celle des Ben Lefgoun, cadis et chefs d'une zaouïa située dans le centre de la ville qui représentaient le «parti turc».
L'installation des Turcs se heurte à l'opposition de la population qui se révolte en 1567, Abd el Kerim Lefgoun se met alors en médiateur. En 1572, une nouvelle révolte dirigée par les Abdal-Muman éclate dans la ville. À cette occasion, la fonction de Cheikh al-Islam est confiée aux Lefgoun qu'ils conservent jusqu'à la conquête de 1837. Contrairement à la littérature coloniale, ce n’est qu'au début du XVIIe siècle que la charge de Amir rakb al hajj revient à la famille Lefgoun,.
En 1642, les Abd al-Mu'min fomentent une nouvelle révolte, Abd el Kerim Lefgoune (petit-fils du premier), s'interpose, en 1647, pour amener les Constantinois à accepter, cette fois définitivement, l'autorité turque. Il obtient des notables de la ville que soit adressée au Pacha d'Alger, une lettre demandant qu'y soit nommé un Bey, alors que la ville, en proie à l'anarchie politique, a été éprouvée par la peste et subit les conséquences d'une sécheresse meurtrière. Ce siècle de désordres a conduit à l'ascension politique des Lefgoun qui cumulaient les dignités de Cheikh al-Islam, d'Amir rakb al hajjd et de tuteurs de la Grande Mosquée, et l'assurance des nombreux avantages matériels ainsi que l'effondrement de leur rivaux.
Sous le gouvernement de Salah Bey, le chef de la famille, Abd El Rahman, est désigné Cheikh El Bled, une charge inscrite à Alger dans l'organigramme des  fonctions administratives de la ville, qui se traduit littéralement par maire. Lors l'arrestation du bey par le dey d'Alger en 1792, il se réfugie dans la maison de Abd El Rahman Lefgoun, l'implication de ce dernier, dans sa liquidation a été débattu par les historiens, l'attitude de Cheikh El Bled peut toutefois s'expliquer par son ralliement à l'autorité publique. Après la mort de Salah Bey, plusieurs bey éphémères vont se succéder à Constantine, dans cette conjoncture, se réaffirment, les arbitrages et les  médiations de la famille.
Les Lefgoun s'allient avec d'autres grands familles citadines (beldi) de Constantine, notamment avec la famille maraboutique des Bin Na'mun, leurs parents par alliance depuis le XVIe siècle, les alliances semblent se répéter sur plusieurs générations. Ils s'allient également avec les Bin al Masbah, famille des hauts fonctionnaires, titulaires des hautes charges juridico-religieux, malgré leur divergence, ils se lient par des relations matrimoniales. Les Ben Lefgoun sont un exemple le plus en vue, du rôle considérable qu'avaient joué les grandes familles de Constantine et des liens très étroits qui les unissaient aux gouvernants durant la période ottomane. Ils avaient régné sur des secteurs géographiques assez délimités de Constantine.

### Après la chute de la régence d'Alger
Les Lefgoun, investis d'une autorité quasiment officielle, jouent un rôle décisif dans les événements après la prise d'Alger. Réunis en 1830 chez le Cheikh El Bled Lefgoun, les Constantinois investissent littéralement Ahmed Bey du pouvoir.
En 1837, lors de la conquête française de Constantine, le cheikh Mohammed Lefgoun se désiste au profit de son fils, pour éviter l'humiliation d'être au service des nouveaux venus, entrés par la force. Mais le cheikh plaide pour une reconnaissance et une autonomie dans la charge. Il rappelle que sa famille a un rôle religieux. Les autorités françaises suppriment la fonction de cheikh el Bled et créé le caïd el Blad ou « maire des Indigènes », et transforment ainsi une charge spirituelle et politique à une charge de gestion municipale et une fonction d'exécution, et c'est Hammouda Lefgoun, qui est désigné comme « caïd » de la ville.
En tant que famille de lettrés, les Lefgoun possédaient une bibliothèque familiale importante. Dans les années 1840, Eugène Vayssettes, l'auteur de l'ouvrage Histoire de Constantine sous la domination turque 1514-1837, avait tenté, mais en vain, de pénétrer dans cette bibliothèque et de lire les écrits du cheikh Abd el Kerim Lefgoun en particulier.
Lors de l'instauration de l'état-civil en Algérie par l'administration coloniale, et l'introduction d'un système d'appellation patronymique en 1882. Les noms patronymiques des citadins de Constantine ont été maintenus ou légèrement transformés dans leur transcription, ainsi el-Fegoun devient Bencheikh-el-Fegoun, en rapport avec les enfants du Cheick de la ville.

## Généalogie simplifiée
- Yahya Lefgoun, se réfugie à Tunis, mort lors de l'invasion espagnole de la ville[2].
  - Qacim Lefgoun, fis de Yahya, désigné cadi en 1541 à Constantine[2].
  - Abd al-Karim Lefgoun (ar), fils de Yahya, premier Cheikh al-Islam de la famille en 1572[1].
    - Mohammad Lefgoun, le fils et successeur de Abd al-Karim, premier de la famille qui détient la fonction d'Amir rakb al hajj selon certaines sources[17].
      - Abd el-Kerim Lefgoun (2ème du nom), fils de Mohammad, auteur du Manshur el Hidaya (Dictionnaire biographique des savants et des puissants)[3].
        - Abd el Rahman Lefgoun, descendant direct de Abd el-Kerim, désigné Cheikh El Bled, sous le gouvernement de Salah Bey[7].
          - Mohammed Lefgoun, dernier Cheikh El Bled, se désiste après la conquête française en 1837[6].
            - Hammouda Lefgoun, fils du Mohammed, désigné premier caïd el Blad sous l'autorité coloniale[13].

## Pour approfondir